# Modane
Modane este o comună în departamentul Savoie din sud-estul Franței. În 2009 avea o populație de 3.639 de locuitori.

## Evoluția populației
| An        | 1975  | 1982  | 1990  | 1999  | 2006  | 2009  |
| --------- | ----- | ----- | ----- | ----- | ----- | ----- |
| Populație | 4.974 | 4.798 | 4.250 | 3.658 | 3.739 | 3.639 |